# Dál Fiatach
Dál Fiatach foi um agrupamento dinástico gaélico e o nome de seu território no nordeste da Irlanda durante a Idade Média. Fazia parte do reinado de Ulaid, e eles foram sua principal dinastia dominante durante a maior parte da história de Ulaid. Seu território ficava no leste do condado de Down. Sua capital era Dún Lethglaise (Downpatrick) e, a partir do século IX, seu principal local religioso era a Abadia de Bangor.

## Descrição

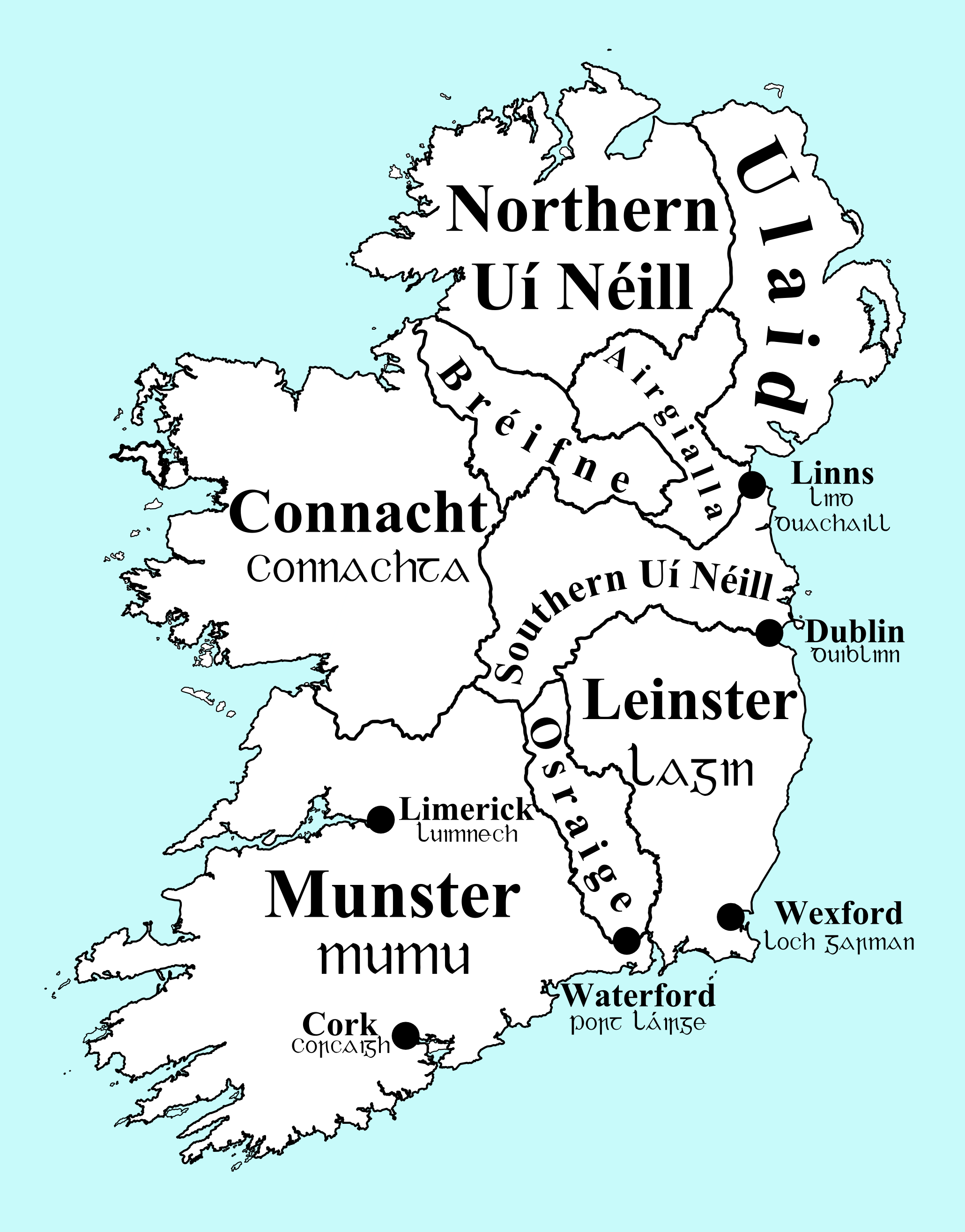
Mapa da Irlanda, perto do ano 900, ilustrando os reinos e principais cidades da época

Os Dál Fiatach são alegados serem descendentes de Fíatach Finn mac Dáire, um lendário rei de Ulaid e Grande Rei da Irlanda, e acredita-se que estejam relacionados aos volúncios e darini da Geographia de Ptolemeu. Eles também estão talvez mais diretamente relacionados ao dáirine pré-histórico e ao posterior Corcu Loígde de Munster. O parentesco com os osraige também é provável, e mais indiretamente com o Dál Riata.
Os Ulaid, dos quais os Dál Fiatach às vezes eram a dinastia dominante, estão ainda mais associados aos chamados Érainn. O Dál Fiatach reivindicou parentesco com o lendário Cú Roí mac Dáire e o Clanna Dedad.
Os Dál Fiatach são considerados pelos estudiosos como o verdadeiro Ulaid histórico (<* Uluti), mas depois que a boa sorte da dinastia declinou no século VII, os heróis lendários do Ciclo do Úlster foram de fato reivindicados como ancestrais pelo rival e não relacionados com os dál nAraidi ou cruthin, alegando, por razões políticas, serem os "verdadeiros Ulaid" e descendentes de Rudraige mac Sithrigi por intermédio de Conall Cernach. O lendário Ulaid, um povo presumivelmente de alguma forma relacionado aos ancestrais do Dál Fiatach, embora isso não seja claramente preservado nas tradições genealógicas posteriores, às vezes é chamado de Clanna Rudraige. No entanto, em vez de contestar as alegações falsas dos Cruthin sobre sua antiga glória, os Dál Fiatach parecem ter escolhido enfatizar seu parentesco com o Clanna Dedad de Munster, temíveis rivais do Clanna Rudraige. Assim, com seus próprios ancestrais apropriados pelos dál nAraidi, os Dál Fiatach aparentemente não tiveram escolha a não ser transformar-se em descendentes de seus parentes mais próximos que pudessem se lembrar. Embora o parentesco com os dáirine e/ou Clanna Dedad (Érainn) não seja contestado pelos estudiosos, pode-se presumir que as primeiras gerações da linhagem dos Dál Fiatach estão muito prejudicadas. O mesmo vale para a linhagem dos dáirine e Corcu Loígde. Seu parentesco natural com as dinastias de Munster só pode ser reconstruído em estudos da Irlanda de Ptolomeu e por linguística.
Todo rei conhecido de Dál Fiatach se tornou Rei de Úlster (Ulaid), mas eles não monopolizaram o reinado, pois o Dál nAraidi forneceu vários reis poderosos. Entre os reis mais influentes de Dál Fiatach estavam:
- Muiredach Muinderg (morto em 489)
- Báetán mac Cairill (morto em 581)
- Fiachnae mac Demmáin (morto em 627)
- Bécc Bairrche mac Blathmaic (morto em 718)
- Fiachnae mac Áedo Róin (morto em 789)
- Niall mac Eochada (morto em 1063),[4]

Um ramo secundário dos Dál Fiatach governou Lecale, a península ao sul da capital de Dál Fiatach, Dún Lethglaise (atual Downpatrick). Em Dún Lethglaise, o centro real de Dál Fiatach já se tornaria um local monástico de prestígio. Mais tarde, a partir do século IX, Bangor, originalmente controlada pelo vizinho Dál nAraidi, tornou-se o principal local religioso patrocinado pelos reis.

## Tribos
Abaixo está uma lista de algumas das tribos que fizeram parte ou reivindicaram descendência do Dál Fiatach:
- Dál mBuinne, também conhecido como Muintir Branáin, localizado perto de Moylinny, condado de Antrim. Uma tribo Ulaid, seu nome é preservado na forania medieval de Dalboyn.[5]
- Leth Cathail, uma ramificação do Dál Fiatach, localizada nos arredores da moderna baronia de Lecale, no condado de Down.[5]
- Uí Blathmaic, cujo território estava localizado na parte norte do baronato de Ards e parte de Castlereagh. Seu nome foi preservado na forania medieval e no condado de Blathewyc.[5]
- Uí Echach Arda, baseado na península de Ards.
- Mac Duinnshléibhe, significando "montanha marrom", anglicizado como MacDonlevy, Dunleavy, MacAleavey entre outras variações.[6]
- Ó hEachaidh, significando "filho de Aghy", variantes anglicizadas incluem Haughey, MacGaughey, MacGahey, Hoey e Hoy. Também gravado como um nome de Mac, bem como um ramo do Mac Duinnshléibhe.[6][7]

## Variações da linhagem
- Sen mac Rosin
  - Deda mac Sin a quo Clanna Dedad
    - Íar mac Dedad
      - Dál Riata, etc.

    - Dáire mac Dedad / Dairi Sirchrechtaig / Dáire Doimthech
      - Cú Roí mac Dáire
        - Lugaid mac Con Roí
        - Fuirme mac Con Roí [2]
          - (F)iatach Find
            - Dál Fiatach

      - Dáirine
        - Corcu Loígde

    - Conganchnes mac Dedad
    - Conall Anglonnach mac Dedad
      - Conaille Muirtheimne

  - Eochaid (Echdach/Echach) mac Sin [8]
    - Deitsin/Deitsini
      - Dlúthaich/Dluthaig
        - Dáire/Dairi
          - Fir furmi [9]
            - Fíatach Finn [9] / Fiachach Fir Umai [10]
              - Dál Fiatach

### Alternativas adicionais
Uma terceira (quarta) linhagem é dada no Rawlinson B 502 em ¶689: Fiatach Find m. Dáre m. Forgo a quo Dál Fiatach rí h-Érenn .iii. co torchair la Fiachaich Fidfholaid m. Feradaich.
Dáire mac Forgo está listado como um antigo rei de Emain Macha em 1481: Dáre m. Forgo m. Feideilmid (m. h-Uamunchinn) (m. Corráin m. Caiss m. Argatmáir). Como Feideilmid é também o pai de Fachtna Fáthach de acordo com este esquema particular, Forgo é, então, um tio de Conchobar mac Nessa. Em outros lugares Fachtna é filho de Cas, filho de Rudraige mac Sithrigi (a quo Clanna Rudraige), (filho de Sithrig), filho de Dub, filho de Fomor, filho de Airgetmar.
Porém, Forgo (Forggo) também aparece como um antepassado de Deda mac Sin em 1696: Dedad m. Sin m. Roshin m. Triir m. Rothriir m. Airnnil m. Maine m. Forggo m. Feradaig m. Ailella Érann m. Fiachach Fir Mara m. Óengusa Turbich Temra.
Um Forgo mais tarde aparece na linhagem dos reis históricos de Dál Fiatach como pai de Muiredach Muinderg:  Eochu m. Ardgair m. Matudáin m. Áeda m. Eochucain m. Áeda m. Echdach (qui habuit filios .xii.) m. Fíachnai m. Áeda Roín m. Béce Bairche m. Blaithmeic m. Máile Coba m. Fíachnai Duib Tuile m. Demmáin m. Cairill (qui credit Patricio) m. Muiredaigh Mundeirg m. Forgo m. Dallaín m. Dubthaig m. Miennaig m. Ludgach m. Óengusa Find m. Fergusa Dubdhétaig (Móen ingen Chuind Chétchthaig máthair na trí Fergus a ndochersat i cath Crinna) m. Imchado m. Findchado m. Fíatach Find (a quo Dál Fíatach) m. Fir furmi m. Dáiri m. Dlúthaig m. Deitsini m. Echach m. Sín m. Rosin m. Treín m. Rothrein m. Rogein m. Arndil m. Mane Mair m. Forgo.